# Cancellieri del Reich
I Cancellieri del Deutsches Reich si sono succeduti dal 1871 al 1945. La lista include i cancellieri avvicendatisi nel corso delle seguenti forme di Stato:
- Impero tedesco (1871-1918);
- Repubblica di Weimar (1919-1933);
- Terzo Reich (1933-1945).

A seguito della divisione della Germania, nel 1945, la carica ha preso il nome di Cancelliere federale, nella Repubblica Federale Tedesca (vedi lista), e quella di Presidenti del Consiglio dei ministri, nella Repubblica Democratica Tedesca (vedi lista).

## Impero tedesco (1871-1918)
Partiti/Orientamenti politici
     Conservatori
     Liberali
     Liberal-conservatori
     Nazional-conservatori
     Partito di Centro Tedesco (Zentrum)
| Nº | Nº                       | Ritratto | Nome                                              | Mandato          | Mandato           | Partito/Orientamento politico              | Imperatore tedesco      |
| Nº | Nº                       | Ritratto | Nome                                              | Inizio           | Fine              | Partito/Orientamento politico              | Imperatore tedesco      |
| -- | ------------------------ | -------- | ------------------------------------------------- | ---------------- | ----------------- | ------------------------------------------ | ----------------------- |
| 1  |                          |          | Otto von Bismarck (1815-1898)                     | 21 marzo 1871    | 20 marzo 1890     | Senza affiliazione (Conservatore - Junker) | Guglielmo I (1871-1888) |
| 1  | Federico III (1888)      |          | Otto von Bismarck (1815-1898)                     | 21 marzo 1871    | 20 marzo 1890     | Senza affiliazione (Conservatore - Junker) |                         |
| 1  | Guglielmo II (1888-1918) |          | Otto von Bismarck (1815-1898)                     | 21 marzo 1871    | 20 marzo 1890     | Senza affiliazione (Conservatore - Junker) |                         |
| 2  |                          |          | Leo von Caprivi (1831-1899)                       | 20 marzo 1890    | 26 ottobre 1894   | Senza affiliazione (Liberale)              |                         |
| 3  |                          |          | Chlodwig zu Hohenlohe-Schillingsfürst (1819-1901) | 29 ottobre 1894  | 17 ottobre 1900   | Senza affiliazione (Liberal-conservatore)  |                         |
| 4  |                          |          | Bernhard von Bülow (1849-1929)                    | 17 ottobre 1900  | 14 luglio 1909    | Senza affiliazione (Conservatore)          |                         |
| 5  |                          |          | Theobald von Bethmann Hollweg (1856-1921)         | 14 luglio 1909   | 13 luglio 1917    | Senza affiliazione (Liberale)              |                         |
| 6  |                          |          | Georg Michaelis (1857-1936)                       | 14 luglio 1917   | 1º novembre 1917  | Senza affiliazione (Nazional-conservatore) |                         |
| 7  |                          |          | Georg von Hertling (1843-1919)                    | 1º novembre 1917 | 30 settembre 1918 | Zentrum                                    |                         |
| 8  |                          |          | Massimiliano di Baden (1867-1929)                 | 3 ottobre 1918   | 9 novembre 1918   | Senza affiliazione (Liberale)              |                         |

## Repubblica di Weimar (1919-1933)
Partiti
     Partito Socialdemocratico di Germania (SPD)
     Partito Socialdemocratico Indipendente di Germania (USPD)
     Partito di Centro Tedesco (Zentrum)
     Partito Popolare Tedesco (DVP)
     Indipendenti di Destra e Nazionalisti
     Indipendente
Coalizioni
     Coalizione di Weimar
     Grande coalizione
     Coalizione di Centro-destra, Bürgerblock-Regierung
| Nº | Ritratto        | Ritratto         | Nome | Mandato          | Mandato                                        | Partito                          | Governo                                                            | Governo                                                            | Legislatura                                                                  | Presidente del Reich                                               |
| Nº | Ritratto        | Ritratto         | Nome | Inizio           | Fine                                           | Partito                          | Governo                                                            | Governo                                                            | Legislatura                                                                  | Presidente del Reich                                               |
| -- | --------------- | ---------------- | --- | ---------------- | ---------------------------------------------- | -------------------------------- | ------------------------------------------------------------------ | ------------------------------------------------------------------ | ---------------------------------------------------------------------------- | ------------------------------------------------------------------ |
| –  |                 |                  | Friedrich Ebert (1871-1925) Come Presidente del Consiglio dei Commissari del popolo dal 10 novembre 1918 | 9 novembre 1918  | 13 febbraio 1919                               | SPD                              | Consiglio dei Commissari del popolo (governo provvisorio) SPD-USPD | Consiglio dei Commissari del popolo (governo provvisorio) SPD-USPD | Consiglio dei Commissari del popolo (governo provvisorio) SPD-USPD           | Consiglio dei Commissari del popolo (governo provvisorio) SPD-USPD |
| –  |                 |                  | Hugo Haase (1863-1919) Come Presidente del Consiglio dei Commissari del popolo congiuntamente ad Ebert   | 10 novembre 1918 | 29 dicembre 1918                               | USPD                             | Consiglio dei Commissari del popolo (governo provvisorio) SPD-USPD | Consiglio dei Commissari del popolo (governo provvisorio) SPD-USPD | Consiglio dei Commissari del popolo (governo provvisorio) SPD-USPD           | Consiglio dei Commissari del popolo (governo provvisorio) SPD-USPD |
| 9  |                 |                  | Philipp Scheidemann (1865-1939) Come Presidente del consiglio del Reich                                  | 13 febbraio 1919 | 20 giugno 1919                                 | SPD                              | •                                                                  | Coalizione di Weimar SPD-DDP-Zentrum                               | AC (1919)                                                                    | Friedrich Ebert (1919-1925)                                        |
| 10 |                 |                  | Gustav Bauer (1870-1944) Come Presidente del consiglio del Reich fino al 14 agosto 1919                  | 21 giugno 1919   | 26 marzo 1920                                  | SPD                              | •                                                                  | Coalizione di Weimar SPD-DDP-Zentrum                               | AC (1919)                                                                    | Friedrich Ebert (1919-1925)                                        |
| 11 |                 |                  | Hermann Müller (1876-1931)                                                                               | 27 marzo 1920    | 8 giugno 1920                                  | SPD                              | I                                                                  | Coalizione di Weimar SPD-DDP-Zentrum                               | AC (1919)                                                                    | Friedrich Ebert (1919-1925)                                        |
| 12 |                 |                  | Konstantin Fehrenbach (1852-1926)                                                                        | 25 giugno 1920   | 4 maggio 1921                                  | Zentrum                          | •                                                                  | Centro-destra Zentrum-DDP-DVP                                      | I (1920)                                                                     | Friedrich Ebert (1919-1925)                                        |
| 13 |                 |                  | Joseph Wirth (1879-1956)                                                                                 | 10 maggio 1921   | 22 ottobre 1921                                | Zentrum                          | I                                                                  | Coalizione di Weimar Zentrum-SPD-DDP                               | I (1920)                                                                     | Friedrich Ebert (1919-1925)                                        |
| 13 | 26 ottobre 1921 | 14 novembre 1922 | Joseph Wirth (1879-1956)                                                                                 | II               | Coalizione di Weimar Zentrum-SPD-DDP           | Zentrum                          |                                                                    |                                                                    | I (1920)                                                                     | Friedrich Ebert (1919-1925)                                        |
| 14 |                 |                  | Wilhelm Cuno (1876-1933)                                                                                 | 22 novembre 1922 | 12 agosto 1923                                 | Indipendente (Conservatore)      | •                                                                  | Centro-destra Ind.-DVP-DDP-Zentrum-BVP                             | I (1920)                                                                     | Friedrich Ebert (1919-1925)                                        |
| 15 |                 |                  | Gustav Stresemann (1878-1929)                                                                            | 13 agosto 1923   | 3 ottobre 1923                                 | DVP                              | I                                                                  | Grande coalizione DVP-SPD-Zentrum-DDP                              | I (1920)                                                                     | Friedrich Ebert (1919-1925)                                        |
| 15 | 6 ottobre 1923  | 23 novembre 1923 | Gustav Stresemann (1878-1929)                                                                            | II               | Centro-destra DVP-Zentrum-DDP                  | DVP                              |                                                                    |                                                                    | I (1920)                                                                     | Friedrich Ebert (1919-1925)                                        |
| 16 |                 |                  | Wilhelm Marx (1863-1946)                                                                                 | 30 novembre 1923 | 26 maggio 1924                                 | Zentrum                          | I                                                                  | Centro-destra Zentrum-DVP-BVP-DDP                                  | I (1920)                                                                     | Friedrich Ebert (1919-1925)                                        |
| 16 | 3 giugno 1924   | 15 gennaio 1925  | Wilhelm Marx (1863-1946)                                                                                 | II               | Centro-destra Zentrum-DVP-DDP                  | Zentrum                          | II (V-1924)                                                        |                                                                    |                                                                              | Friedrich Ebert (1919-1925)                                        |
| 17 |                 |                  | Hans Luther (1879-1960)                                                                                  | 15 gennaio 1925  | 5 dicembre 1925                                | Indipendente (Nazional-liberale) | I                                                                  | Bürgerblock-Regierung DVP-DNVP-Zentrum-DDP-BVP                     | III (XII-1924)                                                               | Friedrich Ebert (1919-1925)                                        |
| 17 | 20 gennaio 1926 | 12 maggio 1926   | Hans Luther (1879-1960)                                                                                  | II               | Centro-destra DVP-Zentrum-DDP-BVP              | Indipendente (Nazional-liberale) | Paul von Hindenburg (1925-1934)                                    |                                                                    | III (XII-1924)                                                               |                                                                    |
| -  |                 |                  | Wilhelm Marx (1863-1946)                                                                                 | 17 maggio 1926   | 17 dicembre 1926                               | Zentrum                          | Paul von Hindenburg (1925-1934)                                    | III                                                                | III (XII-1924)                                                               | Centro-destra Zentrum-DVP-DDP-BVP                                  |
| -  | 19 gennaio 1927 | 12 giugno 1928   | Wilhelm Marx (1863-1946)                                                                                 | IV               | Bürgerblock-Regierung Zentrum-DVP-DNVP-DDP-BVP | Zentrum                          | Paul von Hindenburg (1925-1934)                                    |                                                                    | III (XII-1924)                                                               |                                                                    |
| -  |                 |                  | Hermann Müller (1876-1931)                                                                               | 28 giugno 1928   | 27 marzo 1930                                  | SPD                              | Paul von Hindenburg (1925-1934)                                    | II                                                                 | Grande coalizione SPD-Zentrum-DVP-DDP-BVP                                    | IV (1928)                                                          |
| 18 |                 |                  | Heinrich Brüning (1885-1970)                                                                             | 30 marzo 1930    | 7 ottobre 1931                                 | Zentrum                          | Paul von Hindenburg (1925-1934)                                    | I                                                                  | Grande coalizione Zentrum–DDP–DVP–WF–BVP–KVP con l'appoggio esterno dell'SPD | IV (1928)                                                          |
| 18 | 9 ottobre 1931  | 30 maggio 1932   | Heinrich Brüning (1885-1970)                                                                             | II               | Centro-destra Zentrum–DStP–BVP–KVP             | Zentrum                          | Paul von Hindenburg (1925-1934)                                    | V (1930)                                                           |                                                                              |                                                                    |
| 19 |                 |                  | Franz von Papen (1879-1969)                                                                              | 1º giugno 1932   | 17 novembre 1932                               | Indipendente                     | Paul von Hindenburg (1925-1934)                                    | •                                                                  | Ind.-DNVP                                                                    | VI (VII-1932)                                                      |
| 20 |                 |                  | Kurt von Schleicher (1882-1934)                                                                          | 4 dicembre 1932  | 28 gennaio 1933                                | Indipendente di Destra           | Paul von Hindenburg (1925-1934)                                    | •                                                                  | Ind.-DNVP                                                                    | VII (XI-1932)                                                      |

## Terzo Reich (1933–1945)
Partiti
     Partito Nazionalsocialista Tedesco dei Lavoratori
     Indipendente di Destra
     Indipendente
| N. | N.      | Ritratto | Nome                                                                           | Mandato         | Mandato        | Elezione                                                                                 | Governo              | Presidente del Reich | Presidente del Reich                                |
| N. | N.      | Ritratto | Nome                                                                           | Inizio          | Fine           | Elezione                                                                                 | Governo              | Presidente del Reich | Presidente del Reich                                |
| -- | ------- | -------- | ------------------------------------------------------------------------------ | --------------- | -------------- | ---------------------------------------------------------------------------------------- | -------------------- | -------------------- | --------------------------------------------------- |
| 1  |         |          | Adolf Hitler (1889–1945)                                                       | 30 gennaio 1933 | 30 aprile 1945 | III-1933                                                                                 | Hitler               |                      | Paul von Hindenburg (12 maggio 1925– 2 agosto 1934) |
| 1  | XI-1933 |          | Adolf Hitler (1889–1945)                                                       | 30 gennaio 1933 | 30 aprile 1945 |                                                                                          | Hitler               |                      | Paul von Hindenburg (12 maggio 1925– 2 agosto 1934) |
| 1  | 1936    |          | Adolf Hitler (1889–1945)                                                       | 30 gennaio 1933 | 30 aprile 1945 | Adolf Hitler (2 agosto 1934– 30 aprile 1945) (con la carica di Führer und Reichskanzler) | Hitler               |                      |                                                     |
| 1  | 1938    |          | Adolf Hitler (1889–1945)                                                       | 30 gennaio 1933 | 30 aprile 1945 | Adolf Hitler (2 agosto 1934– 30 aprile 1945) (con la carica di Führer und Reichskanzler) | Hitler               |                      |                                                     |
| 2  |         |          | Joseph Goebbels (1897–1945)                                                    | 30 aprile 1945  | 1º maggio 1945 | -                                                                                        | Goebbels             |                      | Karl Dönitz (30 aprile 1945– 23 maggio 1945)        |
| 3  |         |          | Lutz Graf Schwerin von Krosigk (1887–1977) (come Capo del governo provvisorio) | 1º maggio 1945  | 23 maggio 1945 | -                                                                                        | Schwerin von Krosigk |                      | Karl Dönitz (30 aprile 1945– 23 maggio 1945)        |